# Мурски Чрнци
Мурски Чрнци (словен. Murski Črnci, мађ. Muracsermely) је насеље у општини Тишина, Помурска регија, Словенија.

## Историја
До територијалне реорганизације у Словенији били су у саставу старе општине Мурска Собота.

## Становништво
У попису становништва из 2011. године, Мурски Чрнци су имали 414 становника.
| Број становника према пописима | Број становника према пописима | Број становника према пописима |
| ------------------------------ | ------------------------------ | ------------------------------ |
| 1991                           | 2002                           | 2011                           |
| 356                            | 375                            | 414                            |

## Галерија
- жетва
- сеоски крст